# Biblioteconomía
La biblioteconomía o bibliotecología es un campo interdisciplinario y multidisciplinario que aplica las prácticas, perspectivas y herramientas de gestión, la tecnología de la información, la educación, la recopilación, organización, preservación y difusión de los recursos de información y la economía política de información a las bibliotecas. Según la RAE, la biblioteconomía es una disciplina encargada de la conservación, organización y administración de las bibliotecas. No debe confundirse con la bibliotecología, que es la ciencia que estudia las bibliotecas. La biblioteconomía, en cambio, se refiere más al conjunto de técnicas y conocimientos necesarios para, internamente, regir la gestión y la ordenación de libros y documentos en el seno de una biblioteca.

## Ámbito
Consiste en una disciplina que corresponde al ámbito de las humanidades, pues reúne las características principales propias de ellas en cuanto al carácter histórico y científico del conocimiento y la cultura registrada en distintos tipos de documentos producidos a lo largo de los siglos por el ser humano. Cuenta con un cuerpo de valores específicos y establece sus principios y reglas a partir de investigaciones en las que analiza no solo causas y efectos, sino también la esencia misma de la cultura.
Se trata del «conjunto de conocimientos teóricos y técnicos relativos a la organización y administración de una biblioteca. Comprende una parte doctrinaria que estudia la teoría de la selección y adquisición de libros, catalogación, clasificación y el régimen económico-administrativo de la biblioteca: recursos, local y el mobiliario, personal, conservación de los libros y uso de la biblioteca, y una parte que se relaciona propiamente con el arte de administrarla, de gobernarla, para realizar con la mayor eficacia y el menor esfuerzo los fines específicos de la institución».

## Definiciones de autores
S. Danis define biblioteconomía como: ciencia, técnicas y actividades relacionadas con la organización, gestión y reglamentación de bibliotecas.
B. Richter específica que la biblioteconomía no es una ciencia, la define como una práctica de organización que toma en cuenta datos técnicos, administrativos, sociales y psicológicos.[cita requerida]
G. Guerrieri define la biblioteconomía como el conjunto de normas que regulan una biblioteca.[cita requerida]
A. Serrai ha estudiado el concepto de biblioteconomía y la define como una ciencia del orden. Presupone que exista y funcione una estructura bibliotecaria. Tal estructura es una organización de documentos. Esta organización está regida por principios, leyes y reglas.[cita requerida]
Carrión la define como el conjunto de técnicas, necesarias para el funcionamiento y la organización de una biblioteca.
Para Luisa Orera Orera es la «ciencia documental que tiene por objeto el estudio de la biblioteca, -entendida como sistema de información-, su tipología y su integración en redes y sistemas, hay que aceptar que la Biblioteconomía no es algo estático, sino que ha ido evolucionando a medida que lo ha hecho la biblioteca»
José Gómez Hernández, la puntualiza como «una disciplina que estudia la biblioteca como una institución documental constituida por una serie de elementos, sus interrelaciones internas y con el contexto exterior, y los procesos de gestión abarcando planificación, organización, ejecución y control que hacen posible el logro de sus fines».

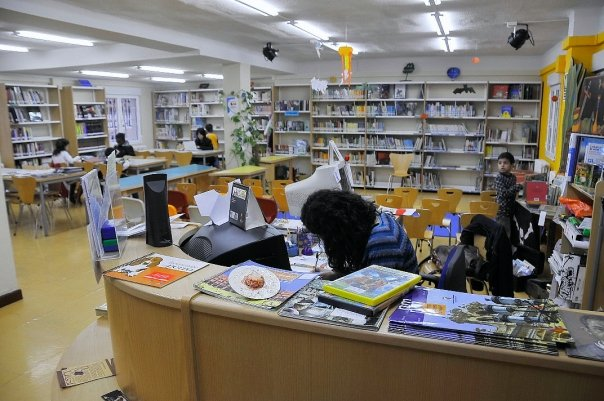
Las bibliotecas y su rol bibliotecario

La biblioteconomía se enmarca dentro de las ciencias sociales, dentro de las ciencias relacionadas con la Interacción social, pues su objetivo es la modelización y satisfacción de las necesidades en información, servicios y espacio demandadas por la sociedad.

## Etimología
Etimológicamente biblioteconomía es resultado del término griego biblion, que significa libro, y theke, que significa almacén, administración o descripción. Literalmente significa administración o descripción de los almacenes de libros. Por lo que a la biblioteconomía se le adjudica el significado de ser la disciplina o ciencia encargada de la administración de las bibliotecas. Bibliotecología es resultado de la unión de biblion libro, theke almacén y logos tratado o estudio. Lo que quiere decir que bibliotecología es el tratado o estudio del almacén de los libros, y se trata de la ciencia de las bibliotecas.

## Informática y biblioteconomía/ bibliotecología
La Biblioteconomía y Estudios de la Información se ocupan de la técnica cuyo campo lo constituyen las colecciones de libros y las publicaciones periódicas (revistas y periódicos), la información y la gestión del conocimiento. Este último rol a lo largo del tiempo se ha ido ampliando al manejo de las tecnologías de la información. La biblioteconomía también se interesa por otros formatos o recursos de información, como por ejemplo publicaciones periódicas en línea, los discos compactos (CD-ROM) y DVD, las microfichas, las filmaciones (vídeo-casetes, microfilm), las cintas de audio, etc.

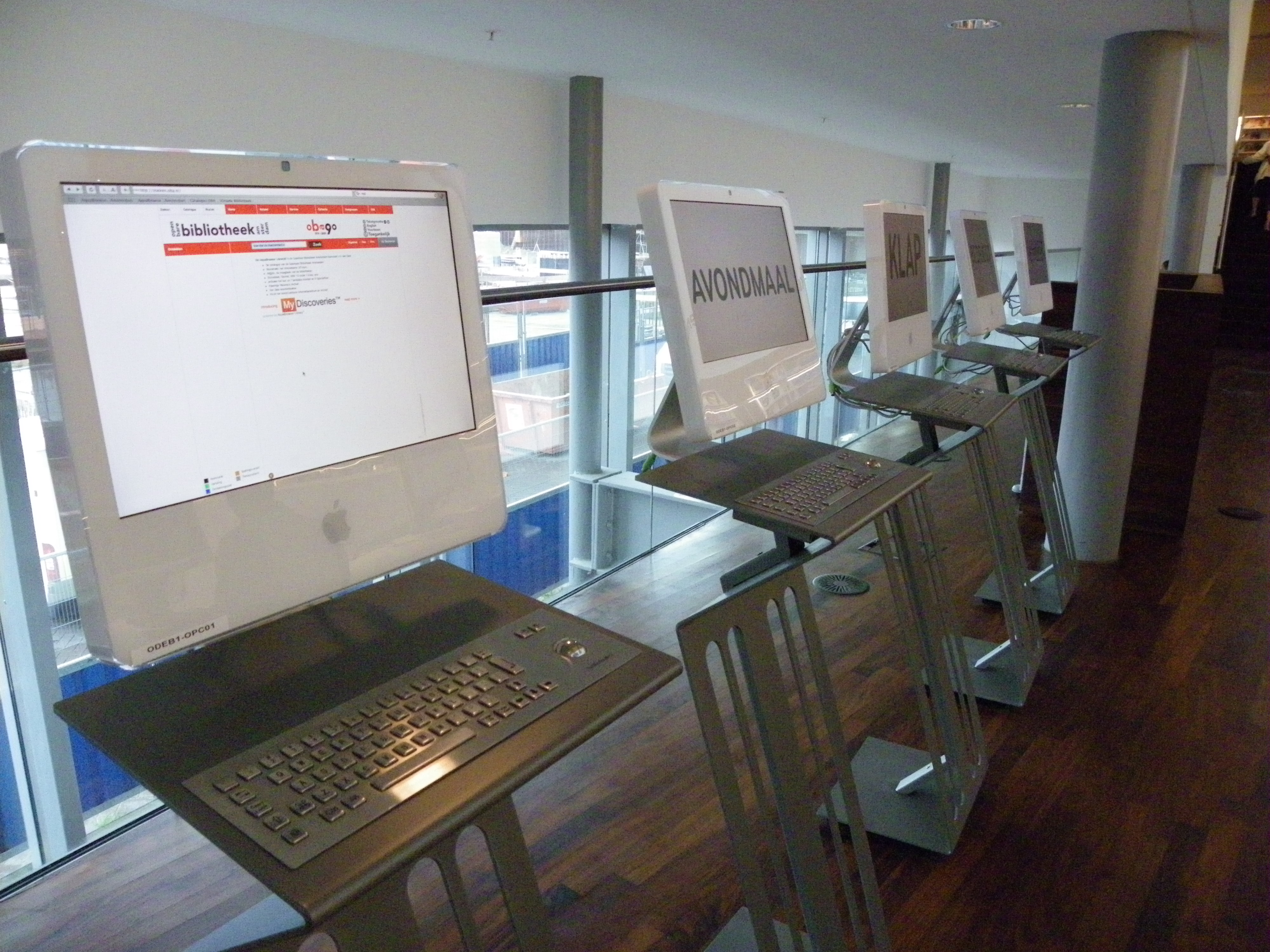
OPAC Bibliotecas

El formato electrónico, en especial el disco compacto y las bases de datos en línea, han revolucionado el mundo de las bibliotecas, como la especializada que aparecieron con unos rasgos característicos que las diferenciaban de las tradicionales. Sus usuarios eran personas interesadas en materias concretas, con una necesidad de información muy específica y sus colecciones son muy variadas por lo cual ha sido necesario adaptar los tradicionales catálogos de fichas o tarjetas a los nuevos formatos, surgiendo los catálogos electrónicos, también conocidos como catálogo en línea de acceso público. Un ejemplo es el Online Computer Library Center. 
El concepto de colección se ha transformado con el surgimiento de las bases de datos electrónicas, que no necesitan estar alojadas físicamente en la biblioteca para ser accesibles a los usuarios, y además por la volatilidad de la información que brindan. Esto ha producido un profundo cambio en las políticas de colección de documentos (ya sea en formato electrónico o impreso) de las bibliotecas modernas.
La biblioteconomía se puede dividir en teórica y aplicada. En la primera incluimos temas como la teoría de la información y la gestión del conocimiento, el estudio de la necesidad de información y cómo satisfacerla al mundo, los factores externos que influyen en la interpretación de los conocimientos, etc. La biblioteconomía aplicada se ocupa de temas tales como el desarrollo y mantenimiento de las colecciones, servicios de préstamos de material y servicios de brindado de información (referencias), servicios técnicos (adquisición, catalogación, clasificación y descarte o depuración) de las colecciones, cooperación interbibliotecaria, ALFIN, derechos de autor, libertad de información (derecho al acceso a la información), conservación y preservación, gerenciamiento de la biblioteca o unidad de información, accesibilidad, etcétera. Junto con la bibliometría está la informetría o medida de la capacidad potencial de transferencia de información documental de un sistema documental o bibliotecario. Mide la cantidad de información posible con un algoritmo de búsqueda basado en las palabras clave o códigos descriptores que el lector usa en lenguaje natural y los equivalentes y sinónimos que el sistema o base de datos ha utilizado para catalogar los documentos (términos contenidos en las categorías en el caso de la Wikipedia). Si sumamos las interacciones u ocurrencias y establecemos un índice de calidad de la búsqueda por el logaritmo natural, que sería 1, 2 y 3 el óptimo para la recuperación de información conseguida. Es semejante al número de referencias que descarga un motor de búsqueda en Internet.
Puede entenderse el rol del bibliotecario referencista como un intermediario entre el usuario y la colección de una unidad de información. Con el objeto de poder cumplir bien su función, el bibliotecario realiza la denominada entrevista de referencia, para poder asistir al usuario en el planeamiento y ejecución de su búsqueda de información. El bibliotecario como técnico, estudia algoritmos de búsqueda, tesauros, índices de citación, recopilación de novedades bibliográficas, trato y atención al usuario y solución de sus consultas, contactos con colegas, etc. Actualmente y de acuerdo al desarrollo de las tecnologías de información y la Web 2.0, el bibliotecario es un facilitador de información y  cumplen un rol de gran importancia en la transmisión de conocimientos, por su papel clave en la organización y recuperación de los mismos.

### Clasificación
Existen diversos sistemas de clasificación que se utilizan, con el objetivo primario de organizar físicamente las colecciones de las bibliotecas en los estantes, siendo los más empleados el de Dewey o la Clasificación Decimal Universal en Europa, el sistema de Clasificación de la Biblioteca del Congreso de los Estados Unidos, BLISS, clasificación facetada de Ranganathan, Clasificación de Black para bibliotecas de odontología, etc. Mediante el empleo de estas clasificaciones, es posible asignar al material en forma individual y al organizarse en los estantes (ejemplo, un libro) un código numérico o alfanumérico que refleja su contenido (temas o materias), y que sirve para ubicar juntos en los estantes los materiales que tienen contenidos relacionados.
Por otra parte, es tarea clásica del bibliotecario crear una ficha de cartulina (formato 12,5 a 7,5 cm) con los datos principales del libro: título, autor, editor, editorial, año de publicación, edición, número de páginas, y tema, el que se extrae de alguno de los sistemas de clasificación en uso, hoy con las nuevas tecnologías directamente estas fichas se realizan desde el software donde se carga la información. El conjunto de estas fichas constituye el catálogo manual de una biblioteca, las cuales se encuentran ordenadas alfabéticamente. Existen varios métodos para organizar las fichas así creadas y aumentar las posibilidades de búsqueda en el catálogo manual. Las fichas representan a los materiales conservados en la biblioteca (ej. libros), y se las considera verdaderos subrogantes o representantes de estos materiales.
Sin embargo, hay que recordar que el bibliotecario no solo trabaja las fichas catalográficas. Exclusivamente para los libros, ya que, las publicaciones periódicas, como las revistas, periódicos, diarios, gacetas, y también los mapas. En general, otras fuentes de información en papel, además de aquellas creadas en otros formatos (como los discos de acetatos, CD o DVD) son organizadas de la misma manera con los cardex, colocando los datos indispensables para que lleguen o sean recuperados por el usuario.

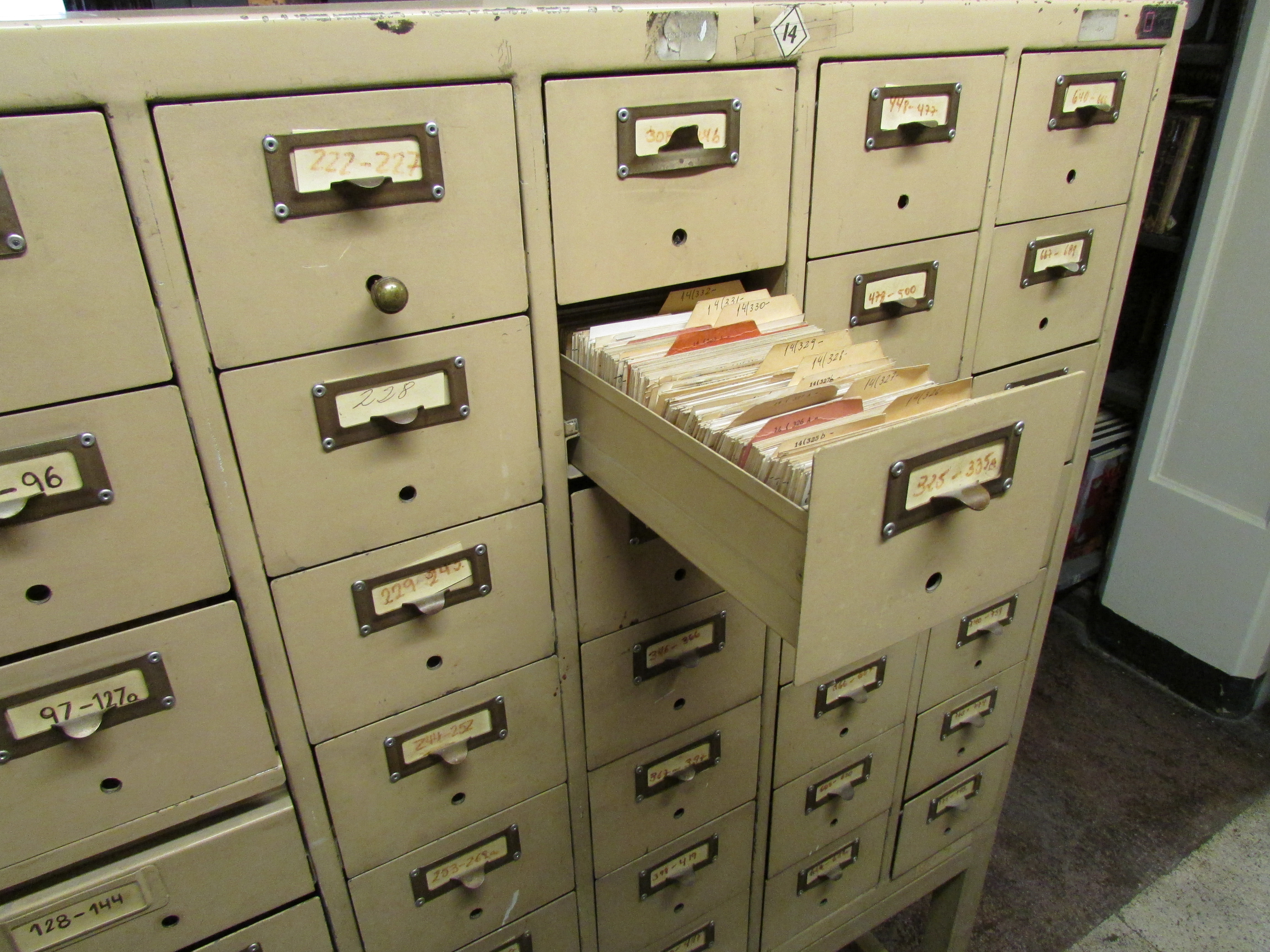
Fichero en donde se pueden encontrar ordenadas las fichas bibliográficas

Con el advenimiento de las computadoras, los catálogos manuales y la práctica de la asignación de un único o limitado número de categorías temáticas a cada material se han transformado en actividades obsoletas, puesto que actualmente es posible asignar un elevado número de descriptores a cada material, para mejorar la representación de su contenido; para así facilitar y ampliar las posibilidades de la búsqueda.

## Biblioteconomía y documentación
La organización de una biblioteca, esto es, la organización física por materias de un catálogo de libros, ha llevado al estudio del cómo estructurar el conocimiento humano: catalogación y clasificación. El estudio de la arquitectura de la información incluye una especialidad denominada «Bibliometría», que se ocupa por ejemplo de los índices de citas, el factor de impacto, el número de veces que un artículo es citado en otros artículos, etc. El enfoque hacia el mundo empresarial se expresa en la Gestión del conocimiento, que busca calidad o relevancia y difusión selectiva del conocimiento, para hacer frente a la sobrecarga de información. El mundo de las bibliotecas y centros de documentación es muy sensible hacia el conocimiento de sus usuarios y autores, lo que supone estudiar las necesidades de los clientes mediante encuestas y entrevistas (métodos obstructivos) o mediante el análisis de los patrones de búsqueda de los clientes, como puede ser el análisis de los weblogs de los catálogos (métodos no obstructivos).
Para Jesse H. Shera, la evolución que se ha producido desde la documentación y biblioteconomía como ciencia unida a la independización de ambos, sigue los siguientes puntos:
- Hasta finales del siglo XIX, la biblioteconomía y la documentación se consideraban la misma ciencia
- Cuando la biblioteconomía se dejó llevar por el culto a la educación universal y el autoperfeccionismo, la documentación se aventuró sola en el mundo de las bibliografías.
- Los documentalistas perfeccionaron las técnicas de documentación y las ampliaron a; organización, utilización y reproducción del material.
- Al convertirse los documentalistas en pioneros,  un abismo cada vez mayor paso a separarlos de los bibliotecarios.

En España se puede estudiar el grado de Información y Documentación en más de una decena de universidades; estos estudios universitarios, anteriormente al proceso de Bolonia, recibían el nombre de Diplomatura en Biblioteconomía y Documentación (primer ciclo) y Licenciatura en Documentación (segundo ciclo). Los profesionales de la Biblioteconomía y Documentación, -bibliotecónomos y documentalistas- participan en asociaciones tanto a nivel nacional y regional como internacional.

### Diplomatura en Biblioteconomía y Documentación
Estos estudios pretenden formar un profesional capacitado para ocupar puestos de trabajo, tanto técnicos como de gestión, en las instituciones documentales  y en las organizaciones empresariales y administraciones públicas: profesionales especializados en la búsqueda, selección, clasificación y almacenamiento de todo tipo de información, sea cual sea el soporte en el que esté contenida.
Para lograr este fin, se estudian todas las  normas y técnicas de catalogación, indización y análisis de contenidos que se utilizan  para recopilar y organizar la información  que se genera en  bibliotecas, archivos y centros de documentación. Asimismo, también son materias de estudio en esta carrera la organización y administración de bibliotecas, hemerotecas, archivos, centros de documentación... Tan importante como saber dónde encontrar la información es poder recuperarla para que sea de fácil consulta. Las nuevas tecnologías de la información y comunicación (TIC) han influido de manera decisiva en esta profesión en los últimos años. Actualmente, es casi imposible llevar a cabo este tipo de trabajo sin conocer detalladamente el funcionamiento de bases de datos, o motores de búsqueda en Internet.

#### ¿Qué finalidad tienen estos estudios?
El objetivo básico de la titulación es formar profesionales capaces de seleccionar, gestionar, organizar y preservar la documentación y la información para que pueda ser utilizada por terceros independientemente del lugar donde esté depositada o de su formato y soporte (impresa, grabación sonora, audiovisual, fotografías, recursos digitales, etc.).

#### Salida profesional
El trabajo en la biblioteca (bibliotecas generales, universitarias, populares, escolares, de fundaciones y cualquier otro tipo de bibliotecas) continúa siendo una de las principales vías de salida laboral para estos titulados. En la actualidad, las perspectivas profesionales de este colectivo se presentan mucho más amplias: medianas y grandes empresas e instituciones necesitan y demandan expertos en biblioteconomía y documentación para la organización de archivos (especialmente las que trabajan con información, tales como medios de comunicación) o para la búsqueda de la documentación necesaria en cada momento para cubrir las necesidades de información de la empresa en cuestión.
Hay una serie de especialidades que los bibliotecarios pueden seguir dependiendo de sus intereses; especializarse en un campo específico, como derecho o medicina, o pueden trabajar con grupos específicos, como niños. Algunos se enfocan en la bibliotecología digital, ayudando a los usuarios a evaluar y navegar por las fuentes digitales de información o usar la tecnología para catalogar e indexar la información digital.
El profesional en bibliotecología puede desempañarse tanto en ámbito privado como en el público. Puede trabajar en bibliotecas, centros de investigación, archivos de empresas, imprentas y editoriales, entre otros. Además, es el encargado de los archivos coleccionables ya sean libros, o en cualquier otro formato. Él también se encarga, al mismo tiempo, de la contratación de servicios y suscripciones de revistas, ya sean impresas o electrónicas. Está capacitado para gestionar y desarrollar colecciones; también para asesorar a usuarios para un mejor aprovechamiento del material y de las herramientas de consulta. Del mismo modo, puede participar en la elección de espacios e infraestructuras.

### Contexto empresarial
Las empresas necesitan organizar y gestionar su información de forma eficaz y dinámica, los centros tecnológicos basan gran parte de su éxito en la capacidad y profesionalidad de sus centros de documentación. La creación de los contenidos en el desarrollo de portales en Internet. Los productores de bases de datos jurídicos, de información administrativa o bases de datos de prensa.

### Biblioteconomía hacia la mejora de gestión
- La atención al problema de la recuperación de la información en las bibliotecas, que ocupa a autores del ámbito anglosajón como Line y Lancaster.[23]
- La investigación sobre cómo integrar y aplicar las tecnologías de la información.
- El desarrollo de la investigación en temas como la calidad en los servicios, los usuarios, o la evaluación de las colecciones y los servicios.
- El apoyo de las organizaciones internacionales como Unesco a favor de la normalización y el desarrollo de las bibliotecas.
- La actuación de las asociaciones profesionales (ALA, IFLA), para el desarrollo de normas, la publicación de revistas y la celebración de Congresos científicos en el área.